# Борсалино
Борсалино — итальянская фирма, с середины XIX века выпускающая шляпы. Название «борсалино» стало нарицательным, и так начали называть шляпы федора, хотя метка «Борсалино» может стоять на федоре, трильби, или даже на соломенной шляпке.

## История

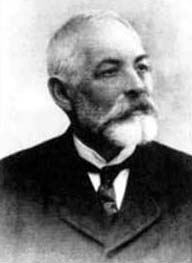
Джузеппе Борсалино (1834—1900), основатель компании

Своё первое ателье Джузеппе Борсалино создал в 1857 году. В 1871 году в компании работало уже 180 человек, которые в день производили 300 шляп. Спустя 50 лет годовой объём производства составил миллион шляп. Сын Джузеппе Борсалино, Терезио, унаследовавший дело своего отца, удваивает объёмы производства. В 2017 году компания прошла процедуру банкротства.